# Franz Konrad (Priester)
Franz Konrad OMI (* 25. August 1934 in Hamburg; † 8. März 2005 in Mainz) war ein deutscher Ordensgeistlicher und Künstler. Er schuf in über sechs Jahrzehnten ein umfangreiches Werk, überwiegend Zeichnungen und Collagen. Er begann in den 1960er Jahren im abstrakten Stil der Nachkriegsgeneration und entwickelte in den 1970er bis 1990er Jahren einen sowohl von der Pop Art wie vom Minimalismus beeinflussten eigenen Stil.

## Leben und Wirken
Franz Konrad trat 1957 dem Orden der Oblaten der Unbefleckten Jungfrau Maria/Oblati Mariae Immaculatae (OMI) bei, studierte an der Hünfelder Ordenshochschule Philosophie und Theologie und wurde am 19. März 1961 von Bischof Adolf Bolte in der Klosterkirche in Hünfeld zum Priester geweiht.
Von 1962 bis 1970 schloss sich ein theologisches Spezialstudium an der Universität München an. Weitere Studien in München folgten, wo er 1970 mit der Bewertung summa cum laude zum Doktor der Philosophie promoviert wurde. 1970/71 nahm er einen Lehrauftrag für Fundamentaltheologie an der Philosophisch-Theologischen Hochschule Fulda wahr, studierte dann an der Universität Mainz weiter und war für die spirituelle Betreuung der Ordensstudenten zuständig. Im Bistum Fulda wirkte Pater Konrad von 1983 bis zu seinem Ausscheiden 1987 als Seelsorger in Sargenzell. Er erbaute die dortige Kirche und war Mitinitiator des „Sargenzeller Früchteteppichs“, ein Bilderteppich mit Motiven aus der Bibel, der jedes Jahr neu aus Früchten und Samen auf dem Kirchenboden in Sargenzell hergestellt wird und der heute weit über die Grenzen des Bistums hinaus bekannt ist.
Er förderte die Partnerschaft mit der nigerianischen Diözese Idah. Von 1988 bis 1990 war er Rektor des Klosters der Oblaten in Bingen und arbeitete in Frankfurt an der theologischen Weiterbildung mit. Von 1991 bis 2004 war sein Wirkungsort Berlin, und zwar als Dozent an der Theologisch-Pastoralen Akademie, als Subsidiar in verschiedenen Pfarreien und als Hausgeistlicher bei den Ordensschwestern.

## Künstlerisches Werk
Sein künstlerisches Werk wurde vollständig erhalten. Jede seiner Arbeiten, Zeichnungen in Blei- und Buntstift, seine Aquarelle und Collagen, wurde von ihm datiert, häufig auch mit Tagesangaben. Seine Arbeiten wurden in Ausstellungen wurden in Berlin und Bad Hersfeld gezeigt.
Über seine Arbeiten schrieb Franz Konrad:
„Labyrinthe der Phantasie. Trotz sympathischer Grundstimmung bleibt auch etwas Verwirrendes, Labyrintisches, Verschlüsseltes und Abweisendes in meinen Bildern. Allerdings bin ich der Überzeugung, dass diese Labyrinthe nicht einfach in die Irre und Ausweglosigkeit führen wollen, sondern weit hinein in die Geheimnisse des Lebens und der Welt. Bei meinem Zeichnen zeigte es sich, dass meine Hand spontan und unbewusst arbeitete. Was auf dieser Weise zum Vorschein kam, war für mich selbst nicht deutbar. Ich nahm die Buntstifte in die Hand und fügte den schwarzen Linien und Gestalten ein wenig Farbe hinzu in der Hoffnung, dass die Zeichnungen dadurch mehr an Eindeutigkeit erhielten. Letztlich aber stand ich immer wieder nur vor Rätseln.“
In seinen Arbeiten beschäftigte er sich mit Naturelementen und visualisierte das Zusammenspiel menschlichen Lebens mit seiner Umwelt. Seine Werke sind voller Humor, Leichtigkeit, sie strahlen eine positive Sicht und eine kraftvolle Spiritualität aus.